# Past, Present, Future
Past, Present, Future (englisch für: „Vergangenheit, Gegenwart, Zukunft“) ist das dritte Studioalbum des Rappers Famoe und gleichzeitig sein UK-Debütalbum nach der Plattenfirma Fusion Rap & Rhymes Records Ltd. mit Roksolid Entertainment in London / England. Es wurde am 17. Juni 2011 über das Label Rap & Rhymes Records Ltd. veröffentlicht.

## Produktion
Bei den Album vorarbeiten fungierte Digital Clue als Produzent und in USA Surefire Music Group als  ausführendere Produzenten.

## Covergestaltung
Das Albumcover zeigt 3 Bilderrahmen mit Rapper Famoe.

## Gastbeiträge
Auf insgesamt 7 Liedern des Albums sind neben Famoe andere Künstler vertreten. Auf Hold it down arbeitet Famoe mit Anosha zusammen. Bei On & On mit Makio, während der Track Get This Paper eine Kollaboration mit Hot Rod damals noch bei G-Unit unter Vertrag. Bei Grind arbeitet Famoe mit S-Cal zusammen. Bei Actin' like this mit RnB Sänger und Schauspieler Amandi Music und so hat der RnB-Sänger Scola von Dru Hill einen Gastauftritt bei Caught Up und Attitude mit Sänger Curtis Moore.

## Titelliste
| #  | Titel               | Gastmusiker  | Produzent                           | Länge |
| -- | ------------------- | ------------ | ----------------------------------- | ----- |
| 1  | The Greatest        |              | Surefire Music Group                | 3:10  |
| 2  | Hold it Down        | Anosha       | Digital Clue / Surefire Music Group | 3:05  |
| 3  | On & On             | Makio        | Digital Clue / Surefire Music Group | 3:29  |
| 4  | Get Mine            |              | Surefire Music Group                | 2:56  |
| 5  | Get this Paper      | Hot Rod      | Digital Clue / Surefire Music Group | 3:26  |
| 6  | Hands up to the Sky |              | Digital Clue / Surefire Music Group | 2:52  |
| 7  | Grind               | S-Cal        | Surefire Music Group                | 3:45  |
| 8  | I'm a King          |              | Surefire Music Group                | 3:42  |
| 9  | Actin' like this    | Amandi Music | Surefire Music Group                | 3:05  |
| 10 | Caught Up           | Scola        | Digital Clue / Surefire Music Group | 2:49  |
| 11 | Attitude            | Curtis Moore | Surefire Music Group                | 3:22  |

## Sonstiges
Past, Present, Future wurde nach der Fusion von Rap & Rhymes Records Ltd. als erstes Aushängeschild des Labels in England veröffentlicht. Sowohl alte als euch neue Songs befinden sich auf dem Album vom Rapper Famoe.